# Цубакі (1944)
«Цубакі» (Tsubaki, яп. 椿) — ескортний міноносець Імперського флоту Японії, який взяв участь у Другій світовій війні.

## Історія створення
Корабель, який став п'ятнадцятим серед зескортних міноносців типу «Мацу», заклали 20 червня 1944 року на верфі ВМФ у Майдзуру. Спущений на воду 30 вересня, став до ладу 30 листопада того ж року.

## Історія служби
Після завершення «Цубакі» кілька місяців провів у водах Японського архіпелагу, а 15 лютого 1945-го вийшов з порту Моджі для супроводу конвою до Шанхаю. Після цього «Цубакі» ніс тут патрульно-ескортну службу, причому з 15 березня 1945-го він належав до 53-ї дивізії ескадрених міноносців. 10 квітня 1945-го корабель зазнав пошкоджень середнього ступеня внаслідок підриву на міні на річці Янцзи. 30 травня «Цубакі» полишив Шанхай та пройшов у супроводі конвою до Моджі.
Після проходження ремонту «Цубакі» залишався у Внутрішньому Японському морі до самого кінця війни. 24 липня поблизу Окаями він зазнав пошкоджень від атаки авіації та був приведений на буксирі до Куре, де й зустрів капітуляцію Японії.
у листопаді 1945-го «Цубакі» виключили зі списків флоту, а влітку 1948-го пустили на злам.